# Äventyrarscout
Äventyrarscout, tidigare Patrullscout eller Tonårsscout, är den tredje åldersgruppen inom Scouterna, för scouter som är 12-14 år gamla. Som äventyrarscout börjar man lära sig mer avancerade saker inom friluftsteknik och dylikt. Man går ofta på hajk och åker på övernattningar samt längresommarläger. Scouterna börjar bestämma mer själva och provar på ledarskap. Många gånger åker man som äventyrarscout för första gången på olika scoutevenemang utanför sin egen scoutkår. Som framgår av det tidigare namnet arbetar man mycket i patruller, det vill säga i mindre grupper. 